# Franca Afegbua
Franca Afegbua (20 tháng 10 năm 1943 – 12 tháng 3 năm 2023) là một người đẹp và chính trị gia người Nigeria, người đại diện cho Bendel North tại Thượng viện Nigeria năm 1983. Được bầu làm thượng nghị sĩ của Đảng Quốc gia Nigeria (NPN), bà là thượng nghị sĩ nữ được bầu đầu tiên ở Nigeria.
Afegbua được sinh ra ở Okpella, bang Edo. Bà đã học đại học ở Sofia, Bulgaria. Trước khi bắt đầu nền Cộng hòa thứ hai, cô làm việc như một người đẹp và thợ làm tóc ở Lagos phục vụ khách hàng có thu nhập cao. Afegbua cũng có mối quan hệ thân thiết với Joseph Tarka, người đã giới thiệu bà đến bữa tiệc của anh, NPN. Năm 1983, khi bà tuyên bố ý định thực hiện một thử thách cho ghế thượng nghị sĩ ở Bendel, rất ít người cho bà cơ hội. Đảng của bà là phe đối lập và thống đốc và thượng nghị sĩ đương nhiệm là những người đàn ông được kính trọng trong cộng đồng. Nhưng Afegbua, người đã giành chiến thắng trong một cuộc thi tạo mẫu tóc quốc tế vào năm 1977, đã tính toán rằng việc thu hút nhiều phụ nữ hơn để bầu chọn có thể mang lại cho cô một chiến thắng. Chiến thắng của bà trong cuộc thi đã khiến tên tuổi của bà trở nên nổi tiếng trong cộng đồng Etsako, bà nhắm vào các cử tri nữ và khi chiến dịch của bà có được sự ủng hộ thì đã quá muộn để kiềm chế. Bà đã giành được một chiến thắng mỏng trong cuộc bầu cử tháng Tám, khi đánh bại John Umolu.
Bà qua đời ngày 12 tháng 3 năm 2023, hưởng thọ 79 tuổi.